# Jon Larrinaga
Jon Larrinaga Muguruza, né le 20 novembre 1990 à Amurrio, est un coureur cycliste espagnol.

## Biographie
Jon Larrinaga Muguruza naît le 20 novembre 1990 à Amurrio en Espagne.
Il entre en 2013 dans l'équipe Euskadi, où il remporte la 2e étape et le classement général du Tour de Gironde, ainsi que la 2e étape du Trophée Joaquim Agostinho. En 2014, il remporte le contre-la-montre par équipes de la 1re étape du Tour de Gironde. En 2015, sous les couleurs du GSC Blagnac Vélo Sport 31, il termine 3e du Grand Prix Gilbert Bousquet.

## Palmarès et classements mondiaux

### Palmarès sur route
- 2008
  - San Isidro Sari Nagusia[2]
- 2010
  - 3e du Premio Primavera
- 2011
  - 3e de l'Oñati Proba
- 2012
  - 2e du Mémorial Sabin Foruria
  - 2e de la Prueba Loinaz
- 2013
  - Tour de Gironde :
    - Classement général
    - 2e étape

  - 2e étape du Trophée Joaquim Agostinho
- 2014
  - 1re étape du Tour de Gironde (contre-la-montre par équipes)
- 2015
  - 1re étape du Critérium des Deux Vallées
  - 3e du Grand Prix Gilbert Bousquet

### Classements mondiaux
| Année           | 2013 | 2014 |
| --------------- | ---- | ---- |
| UCI Europe Tour | 209e | 614e |